# Alexandru Dimitrie Xenopol
Alexandru Dimitrie Xenopol, né le 23 mars 1847 à Iaşi et mort le 27 février 1920 à Bucarest, est un historien et économiste roumain, auteur de plusieurs ouvrages sur la théorie et la philosophie de l'histoire. Il était membre de l'Académie roumaine.

## Biographie
Il a étudié à Vienne et à Berlin où il s'intéresse au droit et à la philosophie. Il quitte sa carrière de juriste pour se consacrer à l'histoire et enseigne à l'Université de Iași, sa ville d'origine. Il sera nommé membre de l'Académie roumaine en 1895, il enseignera quelques années au Collège de France. On lui doit l'une des plus importantes synthèses de l'histoire de la Roumanie, de ses institutions et de ses traditions.
Proche du courant allemand que Raymond Aron nomme "philosophie critique de l'histoire" (ou historisme), Xenopol a contribué à faire connaître en France les principaux protagonistes de cette conception de l'histoire: Wilhelm Dilthey, Georg Simmel, Max Weber, Heinrich Rickert et Wilhelm Windelband. En effet, plusieurs de ses ouvrages ont été traduits en français (il écrivait aussi en français) au tournant du siècle et ont eu une certaine influence chez les historiens français de l'époque comme Henri Berr.
Xenopol était un également un antisémite bien connu et un proche collaborateur du théoricien et politicien d'extrême droite Alexandru C. Cuza (en). On le considère comme l'un des inspirateurs du mouvement nationaliste et antisémite Garda de fier "Garde de fer" selon le dernier rapport de la Commission internationale sur la Shoah en Roumanie (disponible sur le site du United States Holocaust Memorial Museum).
Dans la genèse de l'historisme, La théorie de l'histoire de Xenopol reste un ouvrage fondamental que commenteront notamment le théologien et sociologue allemand Ernst Troeltsch dans son magnum opus Der Historismus und seine Probleme (1922) et Raymond Aron dans son Introduction à la philosophie de l'histoire (1938). Les travaux épistémologiques de Xenopol sur l'histoire (ses réflexions sur l'événement, la logique de l'histoire, le recours au concept de « valeur » ou axiologie en histoire et l'établissement des faits) connaissent aujourd'hui un certain regain d'intérêt dans les recherches portant sur la philosophie de l'histoire et sur la causalité dans les sciences historiques.
Il a été élu membre de l'Académie roumaine en 1893.

## Publications

### En français
- Une énigme historique : les Roumains au Moyen Âge, Paris, E. Leroux, 1883.
- Histoire des Roumains de la Dacie trajane, 2 vol., Paris, E. Leroux, 1896. first (e-book), second (e-book)
- Les principes fondamentaux de l'histoire, Paris, E. Leroux, 1899. Réédité en 1908 sous le titre : La théorie de l'histoire : des principes fondamentaux de l'histoire.
- La question israélite en Roumanie, Paris, La Renaissance latine, 1902.
- Politique de races, Rome, Forzani, 1903.
- La causalité dans la succession, Paris, L. Cerf, 1904.
- La notion de ″valeur″ en histoire, Versailles, de Cerf, extr. de Revue de synthèse historique, 1906.
- L'inconscient dans l'histoire, communication lue à l'Académie des sciences morales et politiques, dans sa séance du 7 juillet 1906,  Paris, A. Picard et fils, 1907.
- Le rôle de la guerre dans l'histoire de la civilisation, Paris, V. Giard et E. Brière, 1907.
- L'histoire est-elle une science ?, Paris, V. Giard et E. Brière, 1908.
- Les Roumains, histoire, état matériel et intellectuel, Paris, C. Delagrave, 1909.
- La France vue du dehors : Paris vu de Roumanie, Paris, "Revue pour les français", 1909.
- L'intellectualité roumaine, Paris, H. Champion, 1912.
- La causalité dans la série historique, Abbeville, extr. de Revue de synthèse historique, 1914.

En allemand
- Zur Logik der Geschichte ("De la logique de l'histoire"), Munich, R. Oldenbourg, s. d., vers 1906.
- Der Wertbegriff in der Geschichte ("Le concept de valeur en histoire"), Leipzig, B. G. Teubner, s. d., vers 1906.